# Grześ

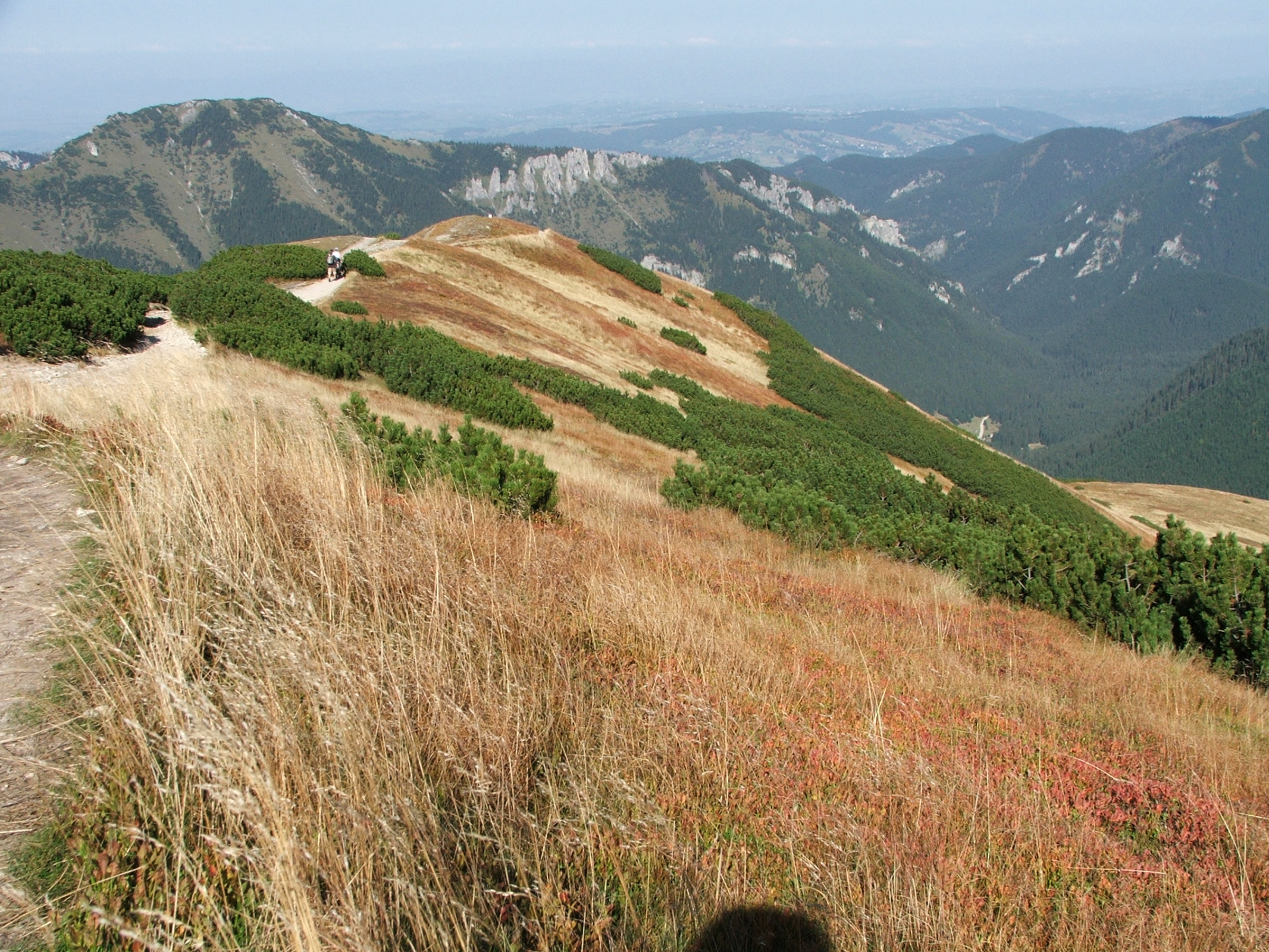
Gipfelbereich

Die Grześ (slowakisch Lúčna) ist ein Berg an der polnisch-slowakischen Grenze in der Westtatra mit 1653 Metern Höhe.

## Lage und Umgebung
Die Staatsgrenze verläuft über den Hauptgrat der Tatra, auf dem sich die Grześ befindet. Östlich des Gipfels liegt das Tal Dolina Chochołowska.

## Tourismus
Die Grześ ist bei Wanderern beliebt. 

### Routen zum Gipfel
Der Wanderweg auf die Grześ führt entlang des Hauptkamms der Tatra und der polnisch-slowakischen Grenze.
- ▬ Ein blau markierter Wanderweg führt vom Wołowiec auf den Gipfel.
- ▬ Ein gelb markierter Wanderweg führt von der Chochołowska-Hütte auf den Gipfel.

Von der slowakischen Seite führt ein grün markierter Wanderweg von Zverovka heraus und über den Sattel Sedlo pod Osobitou.
Als Ausgangspunkt für eine Besteigung aus den Tälern eignen sich die Berghütten Ornak-Hütte sowie Chochołowska-Hütte.

## Belege
- Zofia Radwańska-Paryska, Witold Henryk Paryski, Wielka encyklopedia tatrzańska, Poronin, Wyd. Górskie, 2004, ISBN 83-7104-009-1.
- Tatry Wysokie słowackie i polskie. Mapa turystyczna 1:25.000, Warszawa, 2005/06, Polkart, ISBN 83-87873-26-8.

## Panorama

Panorama vom Gipfel